# Rivière Vauquelin
Pour les articles homonymes, voir Vauquelin.
La rivière Vauquelin est un cours d'eau traversant la municipalité de Eeyou Istchee Baie-James, dans la région administrative du Nord-du-Québec, au Québec, au Canada.

## Géographie
La rivière Vauquelin coule vers l'ouest, traverse le lac Lomier et va se déverser sur la rive Est de la baie d'Hudson. Cette embouchure est située à l'est de Long Island, ainsi qu'au sud des hameaux Kuujjuarapik et Whapmagoostui.
L'embouchure de la rivière est situé à 133 km au nord du village de Chisasibi sur la rivière La Grande et à 78 km au nord-est de la pointe Louis-XIV démarquant la baie James et la baie d'Hudson.
Les bassins versants voisins de la rivière Vauquelin sont :
- côté nord : ruisseau Sucker, rivière Denys ;
- côté est : Réservoir Robert-Bourassa, rivière Kanaaupscow ;
- côté sud : lac Burton, rivière au Phoque ;
- côté ouest : baie d'Hudson.

## Toponymie
Le terme « Vauquelin » est un patronyme de famille d'origine française.
Le toponyme rivière Vauquelin a été officialisé le 5 décembre 1968 à la Banque des noms de lieux de la Commission de toponymie du Québec.